# 四合願
四合願（SPARKFUL INC. （页面存档备份，存于））是一間臺灣數位設計公司，成立於2012年8月，由陳威帆Taco、洪偉瀚和張閔傑創辦。產品有《Walkr-口袋裡的銀河冒險》、《記帳城市》、《記事探險》以及《植物保姆》等。並於2022年3月23日，與遊戲公司赤燭遊戲合作，推出說書型鬧鐘App《Book Morning!》。原以「Fourdesire」為商標，於2024年3月18日更改英文商標為Sparkful，經濟部國際貿易署之進出口廠商登記的英文名稱也改為「SPARKFUL INC.」。

## 創辦人簡介
陳威帆（Wei-Fan Chen （页面存档备份，存于）, Taco）是Fourdesire的創辦人與執行長、製作人與節目製片，作品包括遊戲軟體與應用程式《Walkr》、《記帳城市》和《植物保姆》，以及動畫影集《德哥與皮皮》等。著有《玩心設計：改變千萬人的美好體驗，工作和生活的設計都該如此有趣！》一書。